# ورخویانسک
ورخویانسک (به روسی: Верхоянск) شهری در ناحیه سیبری خاوری، کشور روسیه و در جمهوری یاقوتستان واقع شده‌است.